# Marwa Bouzayani
Marwa Bouzayani (arabe : مروى بوزياني), née le 26 mars 1997, est une athlète tunisienne.

## Biographie
Elle participe à l'épreuve du 3 000 mètres steeple féminin aux Jeux olympiques d'été de 2020 à Tokyo.

## Palmarès
| Date | Compétition             | Lieu     | Résultat | Épreuve     | Temps          |
| ---- | ----------------------- | -------- | -------- | ----------- | -------------- |
| 2017 | Jeux de la Francophonie | Abidjan  | 3e       | 3 000 m st. | 10 min 10 s 78 |
| 2021 | Championnats panarabes  | Radès    | 1re      | 3 000 m st. | 9 min 48 s 05  |
| 2021 | Championnats panarabes  | Radès    | 2e       | 4 × 400 m   | 3 min 56 s 79  |
| 2022 | Jeux méditerranéens     | Oran     | 2e       | 3 000 m st. | 9 min 29 s 11  |
| 2022 | Championnats du monde   | Eugene   | 9e       | 3 000 m st. | 9 min 20 s 93  |
| 2023 | Jeux panarabes          | Oran     | 2e       | 3 000 m st. | 9 min 17 s 28  |
| 2023 | Championnats du monde   | Budapest | 10e      | 3 000 m st. | 9 min 15 s 07  |

| Date | Compétition             | Lieu  | Résultat | Épreuve | Temps         |
| ---- | ----------------------- | ----- | -------- | ------- | ------------- |
| 2019 | Championnats de Tunisie | Radès | 1er      | 5 000 m | 17 min 3 s 38 |